# Chamaedorea allenii
Chamaedorea allenii är en enhjärtbladig växtart som beskrevs av Liberty Hyde Bailey. Chamaedorea allenii ingår i släktet Chamaedorea och familjen Arecaceae. Inga underarter finns listade i Catalogue of Life.